# Max Minghella
Max Minghella, född 16 september 1985 i Hampstead i London, är en brittisk skådespelare.
Han är son till filmskaparen Anthony Minghella.

## Filmografi
- 2005 – Syriana
- 2005 – Bee Season
- 2006 – Art School Confidential
- 2007 – Elvis and Anabelle
- 2008 – Hopplös och hatad av alla
- 2009 – Agora
- 2010 – Social Network
- 2011 – The Darkest Hour
- 2011 – Maktens män
- 2011 – 10 Years
- 2013 – The Internship
- 2013 – Horns
- 2013–2014 – The Mindy Project (TV-serie)
- 2014 – Not Safe for Work
- 2017–2021 – The Handmaid's Tale (TV-serie)
- 2021 – Spiral
- 2022 – Babylon